# Johann Jakob Wohlfart
Johann Jakob Wohlfart, auch Johann Jacob Wohlfart (* 25. August 1743 in Surinam; † nach 1768) war ein niederländischer Hochschullehrer.

## Leben
Johann Jakob Wohlfart wirkte in der Zeit um 1768 als Doktor beider Rechte an der Universität Leiden in den Niederlanden.
Er wurde auf Vorschlag des als Legationsrat in Den Haag wirkenden Malakologen Friedrich Christian Meuschen am 10. Oktober 1768 unter der Präsidentschaft des Mediziners Andreas Elias Büchner mit dem akademischen Beinamen Archibius unter der Matrikel-Nr. 708 als Mitglied in die Kaiserliche Leopoldino-Carolinische Akademie der Naturforscher aufgenommen.